# Állat az emberben (film)
Az Állat az emberben (eredeti cím: Bête humaine) 1938-ban bemutatott fekete–fehér francia filmdráma Jean Renoir rendezésében, Émile Zola azonos című regénye alapján. 
Magyarországon A fekete asszony címen 1941. január 3-án mutatták be, akkor még nem az eredeti, teljes terjedelmében.

## Cselekménye
Jacques Lantier mozdonyvezető józan életű és nyugodtnak látszó fiatalember, a Párizs–Le Havre gyorsvonaton teljesít szolgálatot. Egy alkalommal Roubaud állomásfőnök-helyettesnek kisebb kellemetlensége támad. Felesége, Séverine segítségét kéri, akinek keresztapja, Grandmorin befolyásos ember a vasútnál. Az asszony teljesíti a kérést, de későn érkezik haza. A féltékeny Roubaud rájön, hogy felesége korábban Grandmorin szeretője volt, és kényszeríti őt, hogy segédkezzen a gyilkosságban: egy vonatút során az alagútban megöli Grandmorint. A következő állomáson kiderül a gyilkosság. Lantier mozdonyvezetőt is kihallgatják, aki szabadnapján a vonaton utazott. Tanúja volt az esetnek, de nem szól róla, mert elbűvöli Séverine, akivel szenvedélyesen egymásba szeretnek. Hamarosan az asszony elkezdi rábeszélni Lantier-t, hogy távolítsa el az útból a kellemetlen férjet. Nem sejti, hogy a tűzzel játszik, mert a férfinak is van egy titka, ami családja alkoholizmusának következménye. Néha indokolatlan agresszióroham tör ki rajta, különösen a nőkkel való kapcsolatában. A férj meggyilkolását nem tudná vállalni, de egy rátörő rohamában megöli Séverine-t. Másnap szolgálat közben kiugrik a mozdonyból és meghal.

## Ismertetése
A Zola-regényt az alkotók hatásos képi megoldások és kevés párbeszéd alkalmazásával filmesítették meg. A mesterien fényképezett kezdő képsor: a végtelen sínpáron, váltók elágazásain át robogó gőzmozdony a végzetszerűen közeledő tragédia előérzetét kelti. Lantier, a film főhőse egy öröklött rendellenesség és az élet mocska miatt, szinte tehetetlen áldozatként sodródik a bűnbe, majd az öngyilkosságba. Jean Gabin nagy elhitető erővel alakítja a sokáig lefojtott, majd hirtelen kirobbanó indulatú mozdonyvezető szerepét. A film legfőbb erényei között említhető a vasút világának és munkásembereinek dokumentumszerűen hiteles ábrázolása is. 

## Főbb szereplők
| Szerep                               | Színész           |
| ------------------------------------ | ----------------- |
| Jacques Lantier                      | Jean Gabin        |
| Séverine, Roubaud felesége           | Simone Simon      |
| Roubaud, állomásfőnök-helyettes      | Fernand Ledoux    |
| Pecqueux, mozdonyfűtő                | Julien Carette    |
| Flore, Lantier gyermekkori barátnője | Blanchette Brunoy |
| Dauvergne fiú                        | Gérard Landry     |
| Philomène Sauvagnat                  | Jenny Hélia       |
| Victoire Pecqueux                    | Colette Régis     |
| Női utas                             | Claire Gérard     |
| Phasie néni, Lantier keresztanyja    | Charlotte Clasis  |
| Grandmorin                           | Jacques Berlioz   |
| Dabadie, a szekció vezetője          | Tony Corteggiani  |
| Denizet vizsgálóbíró                 | André Tavernier   |
| Cauche rendőrbiztos                  | Jacques Roussel   |
| Cabuche                              | Jean Renoir       |